# مركب تضمني
المركب التضمني مركب غير تقييدي معدود في الأسماء يتضمن معنى حرف نحو بيت بيت فأصله بيت إلى بيت وخمسة عشر فأصلها خمسة وعشر ويسمى هذا مركبا تعداديا.